# Sogni mancini
Sogni mancini è un romanzo della scrittrice italiana Francesca Duranti, vincitore nel 1997 del Premio letterario nazionale per la donna scrittrice.

## Trama
Martina Satriano, quarantaduenne docente italiana di storia alla New York University, osserva la metropoli americana con ammirazione e gratitudine, ma anche da un'inevitabile prospettiva di immigrata. Martina ama il suo lavoro, è una cuoca dilettante e non si fa mancare occasionali avventure erotiche. Ha addirittura congegnato una sofisticata macchina che l'aiuta nelle sue ricerche di studio e che usa per registrare i suoi sogni. Queste registrazioni, intrise dei ricordi della sua infanzia e dell'inizio della sua carriera, iniziano a rivelare un groviglio di ripensamenti e insicurezze sul percorso che ha scelto. In occasione di un breve viaggio in Italia per presenziare al funerale di sua madre, Martina scopre di essere nata mancina, ma che è stata addestrata fin da bambina per essere destrorsa. Ritornata a New York, alle prese con questa nuova rivelazione di una possibile coercizione a danno della sua vera identità, incontra un funzionario italiano che le propone di rientrare in Italia con una prestigiosa offerta di lavoro. Mentre valuta le diverse opzioni, inaspettatamente incontra dopo vent'anni un suo amore di gioventù.

## Edizioni
- Francesca Duranti, Sogni mancini, Milano, Rizzoli, 1996.
- Francesca Duranti, Left-handed dreams, New York, Delphinium Books, 2000.

### Approfondimenti
- (EN) Marina Spunta, Voicing the Word. Writing Orality in Contemporary Italian Fiction, P. Lang, 2004,  p. 335.
- (EN) Barbara Alfano, The Mirage of America in Contemporary Italian Literature and Film, University of Toronto Press, 2013.
- Anna Lisa Del Carlo, Il romanzo autobiografico, Argot Edizioni, 2016,  p. 50.
- (EN) Sharon Ouditt, Displaced Persons: Conditions of Exile in European Culture, Taylor & Francis, 2017.
- (EN) Ursula Fanning, Italian Women's Autobiographical Writings in the Twentieth Century, Fairleigh Dickinson University Press, 2017.